# バレーボールモルドバ男子代表
バレーボールモルドバ男子代表は、バレーボールの国際大会で編成されるモルドバの男子バレーボールナショナルチームである。
1991年にソビエト連邦から独立。翌1992年に国際バレーボール連盟へ加盟。

## 過去の成績

### オリンピックの成績
- 出場なし

### 世界選手権の成績
- 2002年 - 欧州予選敗退
- 2006年 - 欧州予選敗退
- 2010年 - 欧州予選敗退

### 欧州選手権の成績
- 2007年 - 予選敗退
- 2009年 - 予選敗退
- 2011年 - 予選敗退